# Marlena Zagoni
Pour les articles homonymes, voir Zagoni.
Marlena Zagoni, née Predescu le 22 janvier 1951 à Lucieni (Roumanie) et morte le 31 juillet 2025, est une rameuse roumaine. Elle est médaillée de bronze aux Jeux de 1980 à Moscou.

## Carrière
Marlena Zagoni est médaillée de bronze en huit aux Jeux de 1980 et double médaillée de bronze aux Mondiaux de 1974 et 1975.

### Entraîneure
Marlena Zagoni devient entraîneure. Elle exerce notamment au club CSS 3 Steaua à Bucarest. Elle y forme des générations de rameuses juniors, elle s’occupe aussi de l'équipe féminine olympique de Roumanie. Elle est reconnue pour son professionnalisme.

## Distinctions
Marlena Zagoni est honorée par les titres de Maître du Sport, Maître Émérite du Sport, et Entraîneur Émérite, ainsi que l’Ordre du Mérite Sportif, classe III.

## Palmarès

### Jeux olympiques
- Jeux olympiques d'été de 1980 à Moscou ( Union soviétique) :
  -  médaille de bronze en huit

### Championnats du monde
- Championnats du monde 1975 à Nottingham ( Royaume-Uni) :
  -  médaille de bronze en huit

- Championnats du monde 1974 à Lucerne ( Suisse) :
  -  médaille de bronze en huit